# Centrantyx laevicollis
Centrantyx laevicollis är en skalbaggsart som beskrevs av Valck Lucassen 1935. Centrantyx laevicollis ingår i släktet Centrantyx och familjen Cetoniidae. Inga underarter finns listade.